# Tambaagung Timur
Tambaagung Timur is een bestuurslaag in het regentschap Sumenep van de provincie Oost-Java, Indonesië. Tambaagung Timur telt 1823 inwoners (volkstelling 2010).